# Russell (Nouvelle-Zélande)

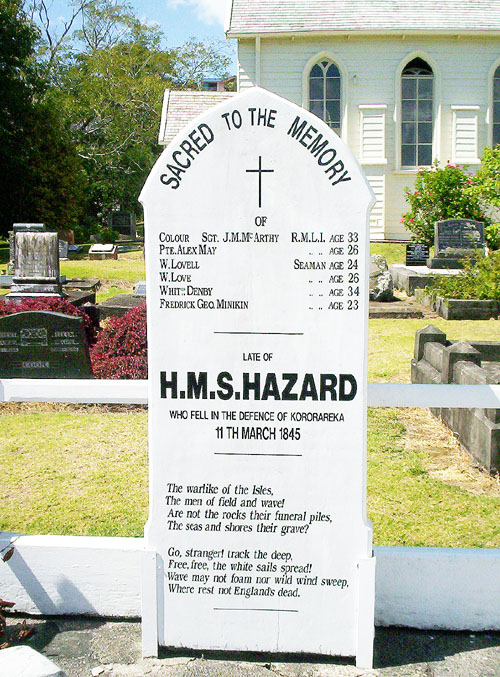
Mémorial pour les personnels de la Royal Navy tués lors des combats de 1845.

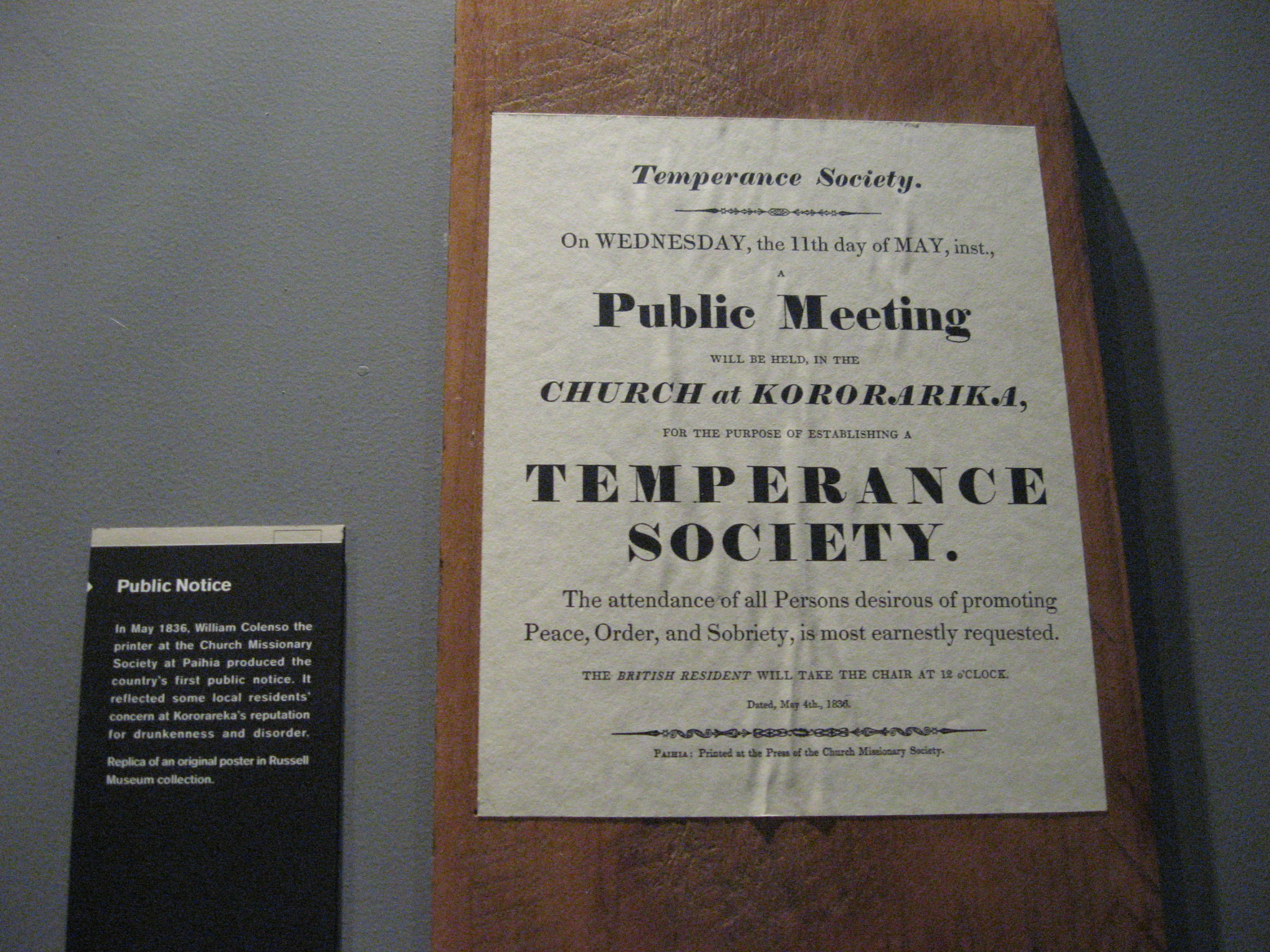
La première notice publique de Nouvelle-Zélande fut imprimée à Kororarika, par les presses de William Colenso à Paihia, de l’autre côté de la Baie des îles.

Pour les articles homonymes, voir Russell.
Russell autrefois connue sous le nom de  Kororāreka, est la première ville portuaire fondée en Nouvelle-Zélande par les Européens et la première mission du P. Garin en 1841.Elle fut brièvement la première capitale du pays.

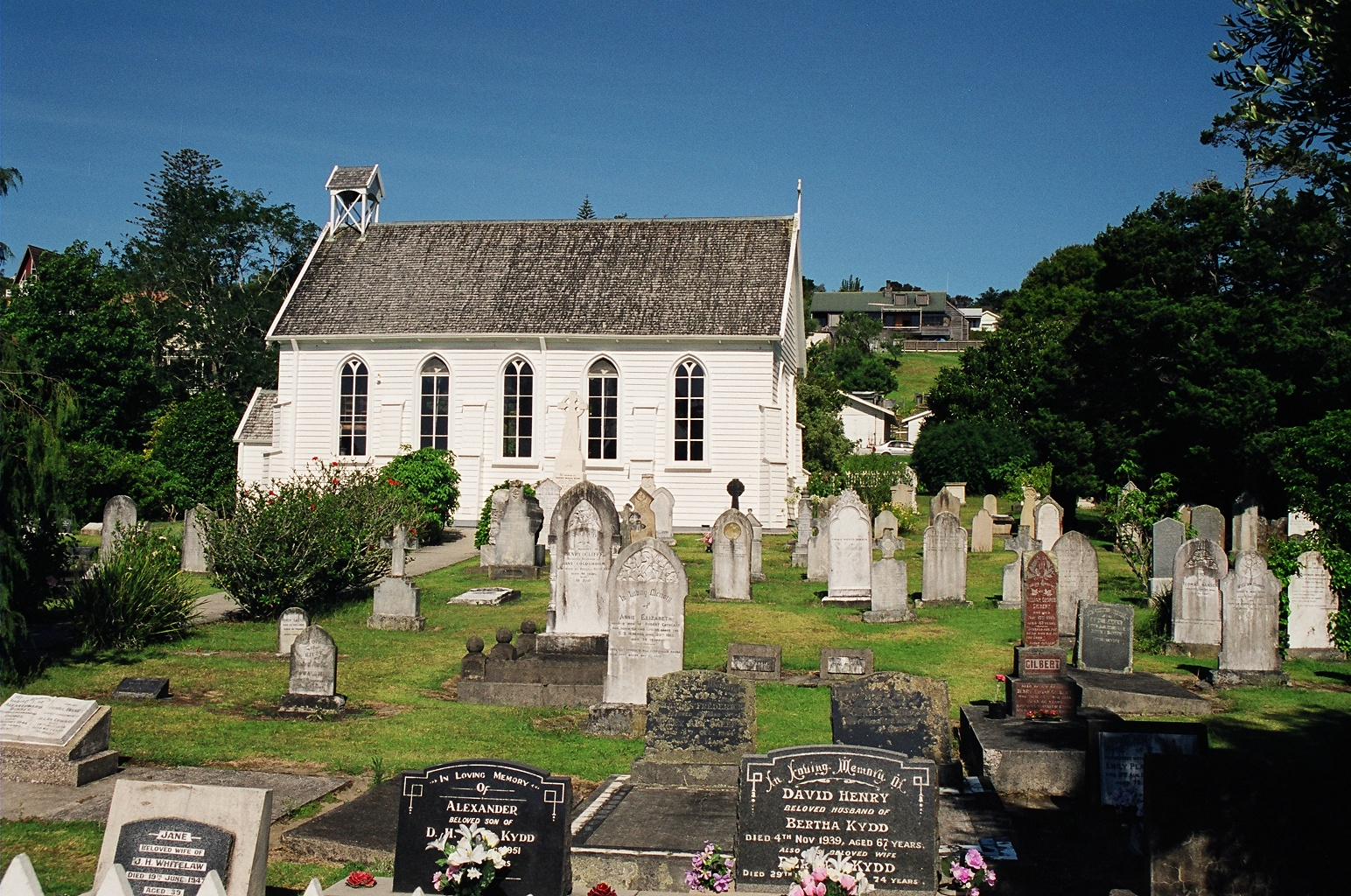
La plus vieille église de Nouvelle-Zélande, "Christ Church" dans la ville de Russell en janvier 2001.

## Situation
La ville de Russel / Kororāreka, est située dans la région de la Baie des îles, dans le district du Far North de l’Île du Nord de la Nouvelle-Zélande.

## Population
Selon le Recensement néo-zélandais de 2018, elle avait une population de résidents de 762 habitants.
Cependant la plupart des logements dans la région sont constitués par des maisons de vacances ou de tourisme dénommées bachs (en).La plupart des aménagements et activités de cette petite ville dépendent du tourisme de vacances.

## Histoire
Quand les bateaux européens et Américains commencèrent à visiter la Nouvelle-Zélande au début des années 1800, les indigènes : Māori, reconnurent rapidement qu’il y avait un grand avantage à faire du commerce avec ces étrangers, qu’ils appelèrent tauiwi.
La Baie des îles offrait un mouillage sûr et avait une importante population Māori.
Pour attirer les bateaux, les Māoris commencèrent à fournir de la nourriture et aussi des troncs de bois pour les réparations des navires.
Ce que les Māori voulaient, était le respect, mais aussi des armes à feu, de l’alcool, et d’autres biens provenant des manufactures des européens.
Le village de ‘Kororāreka’ se développa comme le résultat de ce commerce, mais bientôt gagna une mauvaise réputation d’une communauté sans loi et riche de prostitution, et devint connue comme le trou de l’enfer du pacifique ("Hell Hole of the Pacific").
Bien que la translation de son nom soit:’doux comme un pingouin’ ("How sweet is the penguin"), (korora signifiant Manchot pygmée (Eudyptula minor) et reka signifiant sucré), les lois Européennes n’ayant aucune influence et les lois Māoris étaient rarement appliquées dans le périmètre de la ville.
Des combats sur la plage de Kororāreka en mars 1830, entre les hapūs du nord et du sud au sein de l’iwi des Ngāpuhi furent connus comme la Guerre des filles (en).
C'est le 30 janvier 1840, à l’église de Christ Church, que le Gouverneur William Hobson lu sa proclamation, (qui fut les prémices du Traité de Waitangi) en présence d’un certain nombre de colons et du chef Maori: Moka Te Kainga-mataa (en).
Un document confirmant ce qui allait se passer, fut signé à cette époque par environ 40 témoins ; comprenant Moka, le seul signataire Maori.
Les semaines suivantes, le processus du Traité s'est répandu à travers la partie ouest de la baie en direction de la ville de Waitangi.

## Activités
À cette époque, Kororāreka était un centre important du commerce et servait de port de ravitaillement, vital pour les opérations de chasse à la baleine et de chasse aux phoques.
Quand la « Colonie de Nouvelle-Zélande » fut fondée dans l’année 1840, le gouverneur Hobson fut hésitant à choisir Kororāreka comme la capitale du pays, du fait de sa mauvaise réputation.
Au lieu de cela, il acheta des terrains à Okiato, situé à 5 kilomètres vers le sud et la renomma Russell en l’honneur du Secrétaire d’état aux colonies Lord John Russell.
Le Capitaine Hobson décida bientôt de se déplacer vers le site d’Okiato, ce qui était une erreur et finalement, la cité d’Auckland fut choisie, peu après, comme la nouvelle capitale de la colonie.

## Toponymie
Kororāreka formait une partie du Port de Russell et après que la ville de Russell (Okiato) devint virtuellement désertée, Kororāreka graduellement fut elle aussi connue sous le nom de ’Russell’.
En Janvier 1844, le gouverneur Robert FitzRoy désigna officiellement ‘Kororāreka’ comme faisant partie de la ville de ‘Russell’.
Aujourd’hui le nom de ‘Russell’ s’applique seulement à Kororāreka, alors que l’ancienne capitale est connue soit par son nom d’origine de ‘Okiato’ ou comme ‘Old Russell’.

## Guerre des Fanions
Au début de la guerre des fanions en 1845 (touché par les abattages répétés du mat et son érection comme symbole de la Souveraineté britannique sur le site de Flagstaff Hill au-dessus de la ville), la ville de Kororāreka/Russell fut saccagée par Hōne Heke, après des raids de diversion, qui avaient fait fuir les défenseurs britanniques.
Le mat des drapeaux fut abattu à quatre reprises au commencement de la Bataille de Kororāreka (en), et les habitants s’étant enfuis à bord des bateaux britanniques, les Maoris vidèrent et détruisirent la plupart des maisons.
Hōne Heke donna l’ordre à ses guerriers de ne pas interférer avec l’église du de Christ Church (en) ni avec la Mission Pompallier.
En effet en 1841–1842, Jean-Baptiste Pompallier avait établi une mission catholique au niveau de la ville de Russell, qui contenait une  imprimerie pour la reproduction de textes religieux en langage māori.
Son bâtiment connu comme la Mission Pompallier (en), est resté en état aux bons soins de la New Zealand Historic Places Trust.

## Aujourd’hui
Russell est maintenant essentiellement un « groupement de cafés, de magasin de cadeaux et de B&Bs ».
La 'Mission Pompallier', l'imprimerie a historique avec la tannerie et l'entrepôt de la mission initiale de l'Église Catholique Romaine, peut se targuer d’être le plus ancien bâtiment survivant de type industriel de la Nouvelle-Zélande, alors que la ville contient aussi l’ ‘église du Christ Church, qui est la plus vieilles des églises anglicanes du pays.
La zone environnante contient aussi de nombreuses maisons de vacances, très coûteuses ainsi que les logements en location, les plus chers de Nouvelle-Zélande comme le Eagles Nest (en).
Le photographe de renommée internationale Laurence Aberhart (en) vit ici.

## Accès
Un ferry de transport de voiture traverse la Baie des îles, circulant entre la ville d’Okiato et celle d’Opua, et c’est le principal accès des touristes vers Russell.
Il y a bien une connexion terrestre, mais elle requiert un détour substantiel pour faire le tour de la côte.

## Éducation
L'école de Russell est une école mixte assurant tout le primaire (allant de l'année 1 à 8) avec un taux de décile de 6 et un effectif de 115 élèves. L'école a ouvert en 1892.